# Bunchosia cumanensis
Bunchosia cumanensis là một loài thực vật có hoa trong họ Malpighiaceae. Loài này được G.Don mô tả khoa học đầu tiên năm 1830.